# 성 요셉 대축일
성 요셉 대축일(라틴어: Sollemnitas S. Ioseph, Sponsi Beatæ Mariæ Virginis)은 서방 기독교의 주요 축일 가운데 하나로서, 성모 마리아의 배필인 성 요셉을 기념하는 날이다. 로마 가톨릭교회의 전례력으로는 대축일 등급으로, 한국 천주교에서는 복되신 동정 마리아의 배필 성 요셉 대축일이라고 부른다. 과거에는 성 요셉이 '원죄 없이 잉태되신 동정 마리아'와 함께 한국 천주교의 공동 수호성인이라 한국 천주교 전례력상의 대축일 명칭에도 '한국 교회의 공동 수호자'란 수식어가 있었다. 그러나 한 교회는 한 수호자만 모셔야 한다는 경신성사성의 방침에 따라 2015년부터 '한국 교회의 공동 수호자' 수식어를 삭제하였다. 
성 요셉 대축일은 3월 19일이나, 이날이 성주간에 껴 있는 해는 주님 주난 성지주일 전날(사순 제5주간 토요일)로 지낸다. 대한성공회에서도 3월 19일이 성 요셉 축일이어서 전례독서 또는 성서정과도 성모 마리아, 성 요셉, 어린 예수가 나오는 루가복음서 2장에 나오는 예수의 12살 때에 행적을 기록한 서사, 다윗의 집안에서 구세주가 태어나도록 하시겠다는 하느님의 약속 등을 읽는다. 
서방 교회에서는 아일랜드 사람인 '웬거스 펠리르'가 9세기에 성 요셉 축일을 '기념'했다는 언급이 있으나 15세기까지는 요셉 공경이 확산되지 않다가, 1479년 교황 식스투스 4세(Sixtus IV)가 로마(Roma)에 요셉 신심을 도입한 이후 널리 전파되었다.
스페인, 포르투갈, 이탈리아 등 일부 천주교 국가들에서는 이 날을 아버지날로도 기념한다.
1870년 교황 비오 9세는 성 요셉을 천주교회의 수호성인으로 선포하며 성 요셉 대축일이 있는 3월을 성 요셉 성월로 지정해 그의 덕을 기리고 본받도록 했다.

## 같이 보기
- 성인력